# 677 ألتجه
677 Aaltje كويكب صغير في حزام الكويكبات الرئيسي يدور حول الشمس، ,اكتشفه الفلكي الألماني أغسطس كوف في هايدلبرغ في 18 يناير 1909، وسمي بايم المغنية الهولندية Aaltje Noordewier-Reddingius .
هذا الكويكب له بياض هندسي 0.2794. الملاحظات الضوئية خلال عام 2008 ,أظهرت فترة دوران 16.6076 ± 0.0006 ساعة وتباين سطوع 00:30 ± 00:02 في الحجم.
677 Aaltje يدور 7/3 داخل فجوة كيركوود. وهذا يعني أن لديها 7:3: رنين مداري مع المشتري، يستكمل سبعة مدارات لكل ثلاثة مدارات لكوكب المشتري، وهذا من شأنه أن يؤدي عادة إلى عدم إستقرار المدار، الامر الذي قد يؤدي إلى تحولة لفترة مدارية مختلفة. ومع ذلك فأن 677 Aaltje كبير جدا ليتم نقل مداره أكثر من نحو 0.01 وحدة فلكية على مدى عمر النظام الشمسي. و الأكثر احتمالا هو أن التفاعلات المدارية مع الكوكب القزم سيريس قد حولتة إلى مدارة في الوقت الحاضر 

## وصلات خارجية
- Discovery Circumstances: Numbered Minor Planets (1)-(5000) – Minor Planet Center
- 677 ألتجه في قاعدة بيانات مختبر الدفع النفاث لأجرام النظام الشمسي الصغيرة

- الاكتشاف · مخطط المدار ·  العناصر المدارية · المعلمات المادية